# ジェームズ・サンディランズ (第7代トーフィッケン卿)
第7代トーフィッケン卿ジェームズ・サンディランズ（英語: James Sandilands, 7th Lord Torphichen、1673年以降 – 1753年8月10日）は、スコットランド貴族。

## 生涯
第6代トーフィッケン卿ウォルター・サンディランズと4人目の妻クリスチャン・プリムローズ（Christian Primrose、1647年11月15日 – 1675年1月22日以降、ジェームズ・プリムローズの娘）の息子として生まれた。
1696年5月に父が死去すると、トーフィッケン卿の爵位を継承、1698年5月13日に父の継承者であると（法的に）宣言され、1704年7月6日にスコットランド議会議員に就任した。1706年の合同条約には賛成した。
1702年にマー伯爵の歩兵連隊に大尉として入隊、1709年までにポルワース卿の歩兵連隊に転じ、1711年/1712年に少佐に昇進した。1711年から1713年までマールバラ公爵とオーモンド公爵の部下としてスペイン継承戦争のフランドル戦役で戦い、1713年に中佐に昇進した。1715年ジャコバイト蜂起が勃発した時点で連隊とともにスコットランドに駐留しており、ジャコバイトのハイランダー部隊をセトン・ハウスから追い払おうとしたが失敗に終わった。1722年、スコットランド警察卿（lord of police）の1人に任命された。
1753年8月10日に死去、次男ウォルターが爵位を継承した。

## 家族
1703年、ジーン・ヒューム（Jean Hume、1683年3月26日 – 1751年12月10日、初代マーチモント伯爵パトリック・ヒュームの娘）と結婚、8男3女をもうけた。
- ジェームズ（1749年4月20日没） - 陸軍軍人。1745年のプレストンパンズの戦い（英語版）で捕虜になる
- ウォルター（1707年 – 1765年） - 第8代トーフィッケン卿。子供あり
- パトリック（1708年11月1日 – ?） - イギリス東インド会社で働き、嵐により海上で行方不明になる[3]。
- アレクサンダー（1711年9月25日洗礼 – ?） - 早世
- アンドリュー（1776年6月27日没） - 陸軍軍人。デッティンゲンの戦いとフォントノワの戦いで戦って負傷
- ジョージ（1717年3月9日 – ?） - 早世
- チャールズ（1720年6月20日洗礼 – 1741年） - 海軍軍人。カルタヘナ遠征中に死去
- ロバート（1791年5月18日没） - 陸軍軍人。グリゼル・カークパトリック（Grizel Kirkpatrick、1776年2月10日没、第3代準男爵トマス・カークパトリックの娘）と結婚。子供あり。第10代トーフィッケン卿ジェームズ・サンディランズの父
- グリゼル（Grizel）
- クリスチャン（1762年10月5日没）
- ウィルヘルミナ・キャロライン（1715年12月12日 – 1767年8月15日）